# 200-km-Rennen von Keimola 1972

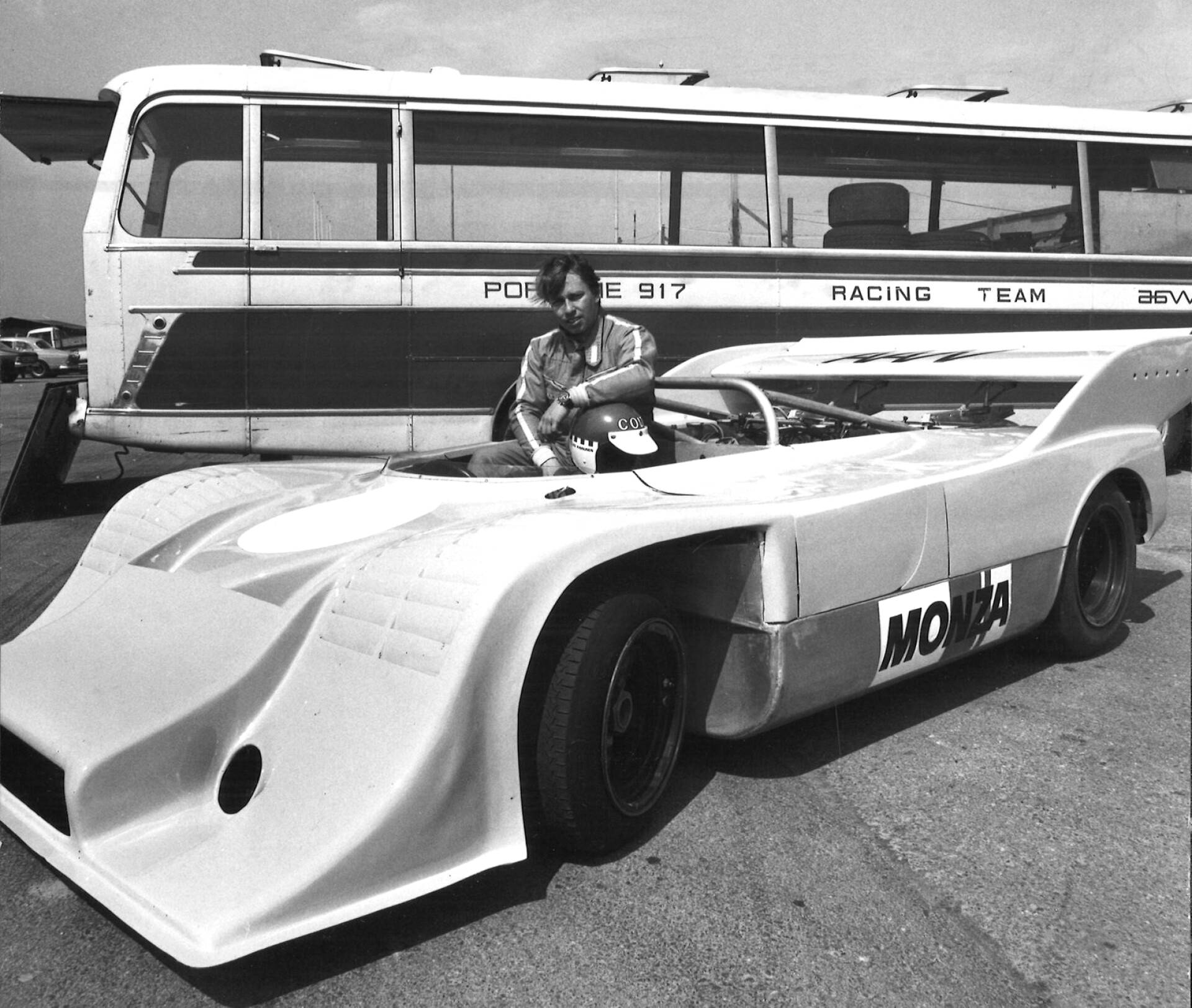
Rennsieger Leo Kinnunen neben seinem Porsche 917/10 TC

Das 200-km-Rennen von Keimola 1972, auch Interserie Keimola, fand am 27. August auf dem Keimolan Moottoristadion statt und war der siebte Wertungslauf der Interserie dieses Jahres.

## Das Rennen
Der favorisierte Finne Leo Kinnunen gewann auf einem Porsche 917/10 TC sein „Heimrennen“ in Keimola. Er dominierte beide Wertungsläufe und siegte in der Gesamtwertung mit drei Runden Vorsprung auf Willi Kauhsen. Als Dritter kam Chris Craft in die Wertung (beide starteten ebenfalls mit Modellen des Porsche 917).

## Ergebnisse

### Schlussklassement
| 1           | INT | 1  | Racing Team AAW                | Leo Kinnunen        | Porsche 917/10 TC  | 70 |
| 2           | INT | 11 | Willi Kauhsen Racing Team      | Willi Kauhsen       | Porsche 917/10 TC  | 67 |
| 3           | INT | 3  | David Piper Racing Ltd.        | Chris Craft         | Porsche 917K       | 63 |
| 4           | INT | 52 | Hans Müller-Perschl            | Hans Müller-Perschl | KMW                | 63 |
| 5           | INT | 26 | Egmont Dursch                  | Egmont Dursch       | McLaren M8F        | 60 |
| 6           | INT | 12 | Harald Link                    | Harald Link         | KMW SP             | 53 |
| Ausgefallen |     |    |                                |                     |                    |    |
| 7           | INT | 31 | A. G. Dean                     | Eris Tondelli       | McLaren M8D        | 52 |
| 8           | INT | 17 | Boeri Sport Helmet Racing Team | Ernst Kraus         | Porsche 917 Spyder | 47 |
| 9           | INT | 16 | Alcan Team BRM                 | Howden Ganley       | BRM P167           | 45 |
| 10          | INT | 8  | Felder Racing Team             | Helmut Kelleners    | McLaren M8F        | 36 |
| 11          | INT | 27 | Wiedmer Racing Team            | Hans Wiedmer        | McLaren M8F        | 3  |

### Nur in der Meldeliste
Zu diesem Rennen sind keine weiteren Meldungen bekannt.

### Klassensieger
| Klasse | Fahrer       | Fahrzeug          | Platzierung im Gesamtklassement |
| ------ | ------------ | ----------------- | ------------------------------- |
| INT    | Leo Kinnunen | Porsche 917/10 TC | Gesamtsieg                      |

### Renndaten
- Gemeldet: 11
- Gestartet: 11
- Gewertet: 6
- Rennklassen: 1
- Zuschauer: 80.000
- Wetter am Renntag: leichter Regen
- Streckenlänge: 3,360 km
- Fahrzeit des Siegerteams: 1:34:23,350 Stunden
- Gesamtrunden des Siegerteams: 70
- Gesamtdistanz des Siegerteams: 235,200 km
- Siegerschnitt: 149,5 km/h
- Pole Position: Leo Kinnunen – Porsche 917/10 TC (#36)
- Schnellste Rennrunde: Leo Kinnunen – Porsche 917/10 TC (#1) – 1:11,740 = 165,400 km/h
- Rennserie: 7. Lauf zur Interserie 1972